# Оточево
Ото́чево (рос. Оточево, чув. Очăкасси) — село у Чувашії Російської Федерації, у складі Сятракасинського сільського поселення Моргауського району.
Населення — 154 особи (2010; 179 в 2002, 280 в 1979, 416 в 1939, 400 в 1926, 365 в 1906, 242 в 1858, 1109 в 1795). Щодо національного складу, село населяють чуваші та росіяни.

## Історія
Село вперше згадується 1586 року (різні згадки під назвами Отучево, Богоявленське, Атачево). До 1724 року було заселене ясачними чувашами, які до 1866 року були у статусі державних селян. Займались землеробством, тваринництвом, виробництвом взуття. У 1843–1866 роках у селі діяла школа Міністерства державного майна, у 1884–1918 роках — земське училище. 1887 року відкрито парафіяльну школу. До 1926 року село перебувало у складі Кінярської волості Чебоксарського повіту та Чувасько-Сормінської волості Ядрінського повіту. 1930 року створено колгосп «Червоне Оточево». У період 1926–1927 років село булу у складі Акрамовської волості Чебоксарського повіту. З переходом на райони 1927 року село увійшло до складу Татаркасинського району. 1935 року передане до складу Ішлейського, 1944 року — до складу Моргауського, 1959 року — до складу Сундирського, 1962 року — до складу Чебоксарського, а з 1964 року повернуто до складу Моргауського району.

## Господарство
У селі діє Богоявленська церква, збудована 1748 року, закрита у період 1936–1991 років.
Діють фельдшерсько-акушерський пункт, клуб, бібліотека, магазин.